# Леванте

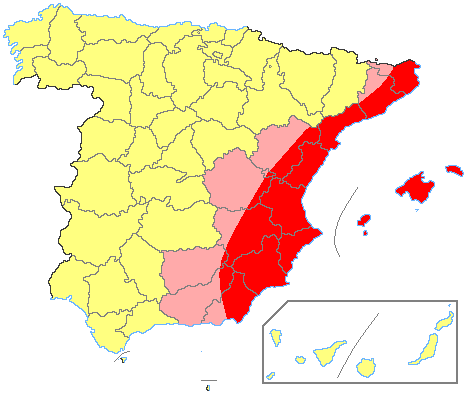
Леванте в Іспанії

Лева́нте (ісп. Levante, дослівно — «Схід») — це назва, термін, якими позначається увесь східний регіон Іберійського півострова на іспанському узбережжі Середземного моря.
У широкому сенсі слова означена територія охоплює такі автономні співтовариства: Валенсія (Аліканте, Кастельйон і Валенсія), Мурсія, Каталонія (Барселона, Жирона, Таррагона), східна частина Кастилії — Ла-Манчі (Альбасете і Куенка), східну частину Андалусії (Альмерія, Гранада, Хаен), південну частину Арагона (Теруель і Балеарські острови).
У буденному вжитку Леванте в основному належить до Валенсії, Мурсії, Альмерії, Балеарських осровів та узбережжя Каталонії.
Самі жителі даного регіону рідко вживають цей термін, оскільки «леванте» дослівно означає «схід» і вживання терміна має сенс лише для всіх, хто живе на захід від цієї території.